# Халеп'янська сільська рада
| Халеп'янська сільська рада — колишній орган місцевого самоврядування у Обухівському районі Київської області з адміністративним центром у с. Халеп'я. Історична дата утворення: в 1923 році. Водоймища на території, підпорядкованій даній раді: річка Дніпро. Сільській раді підпорядковані населені пункти: - с. Халеп'я |

## Склад ради
Рада складається з 12 депутатів та голови.

### Керівний склад ради
| ПІБ                          | Основні відомості                                                                | Дата обрання | Дата звільнення |
| ---------------------------- | -------------------------------------------------------------------------------- | ------------ | --------------- |
| Коваленко Сергій Миколайович | Сільський голова, 1965 року народження, освіта, член Української Народної Партії | 26.03.2006   | 01.02.2008      |
| Захаров Моріс Леонідович     | Сільський голова, 1946 року народження, освіта, безпартійний                     | 01.06.2008   | 31.10.2010      |
| Захаров Моріс Леонідович     | Сільський голова, 1946 року народження, освіта вища, член Партії регіонів        | 31.10.2010   | 16.12.2012      |
| Домбровська Галина Андріївна | Сільський голова, 1959 року народження, освіта вища, позапартійна                | 16.12.2012   |                 |

Примітка: таблиця складена за даними джерела